# Mokrouše
Mokrouše település Csehországban, Plzeň városi járásban. Mokrouše Tymákov és Rokycany településekkel határos. Lakosainak száma 333 fő (2024. január 1.).

## Népesség
A település lakosságának változását az alábbi diagram mutatja:
| Lakosok száma | 292  | 265  | 265  | 202  | 137  | 210  | 237  | 270  | 317  | 333  |
|               | 1869 | 1900 | 1921 | 1961 | 1980 | 2011 | 2016 | 2019 | 2021 | 2024 |